# (10009) Hirosetanso
(10009) Hirosetanso (1977 EA6) – planetoida z pasa głównego asteroid okrążająca Słońce w ciągu 3,71 lat w średniej odległości 2,4 j.a. Odkryta 12 marca 1977 roku.